# 신성현
신성현(申成鉉, 1990년 10월 19일 ~ )은 전 KBO 리그 두산 베어스의 내야수, 외야수이자, 현 KBO 리그 두산 베어스의 2군 전력분석원이다.

## 선수 시절

### 아마추어 시절
초등학교 3학년 때까지는 수영을 했다. 버터플라이 급을 희망했지만 비염으로 인해 수영을 그만두고 초등학교 4학년 때부터 야구를 시작했다. 덕수중학교 때는 투수 겸 내야수로 활동했다.
TV에서 일본 고교 야구와 프로 야구를 보고 일본의 고교로 진학을 결정하며 초등학교의 선배가 진학했던 교토국제고등학교로 유학을 갔다. 고등학교 1학년 때는 3루수를 맡았다. 이후 수많은 포지션을 경험했고, 고등학교 2학년 때부터 유격수를 맡았다. 타선에서도 고교 팀의 중심이 됐다.
거리투 115m의 강력한 어깨와 고교 통산 30홈런을 기록했고 비거리 150m짜리 홈런을 쳐 내기도 했다. 일본 뿐만 아니라 한국이나 MLB 구단에서도 주목했다.
2008년 9월 15일 히로시마 도요 카프의 입단 테스트를 받고, 53명 중 유일하게 합격했다. 그 해 10월 30일, 드래프트 회의 중 히로시마 도요 카프에서 4위로 지명받았다. 11월 11일에는 계약금 2000만엔, 연봉 450만엔(추정)으로 가계약했으며, 일본으로 유학 간 선수 중 후쿠오카 소프트뱅크 호크스에서 지명받았던 김무영과 함께 한국 야구 사상 최초 일본 프로 야구 지명 선수가 됐다.

### 일본 프로야구 시절

#### 히로시마 도요카프시절
2009년에는 2군에서 23경기에 출장했다. 하지만 수비 및 타격의 확실성이 결여돼 그 해에 1군 출장 기회는 없었다. 2010년에도 1군 출장이 없었으며, 웨스턴 리그에서는 내야 전체 포지션을 지키기 위해 노력했으며 출장 경기가 37경기로 늘었다. 2013년 10월 1일에 방출됐다.

### 한국 독립야구 시절

#### 고양 원더스시절
2013년 11월에 입단하였다. 같은 달 11월 18일 고치 파이팅독스와의 평가전에서 결승 2점 홈런을 쳐 냈다.
당시 감독이었던 김성근은 그를 두고 "재능과 자질이 충분해 우리 팀에서 집중 육성하는 선수"라며 만족감을 드러냈다. 그리고 "수비는 일정 수준에 올랐다. 일본에서는 유격수로 뛰었지만 이 곳에 와서 3루수로 포지션을 변경했다"며 "현재는 스윙 폼을 개조하는 중이다. 타격이 본 궤도에 오르면 선수 자신의 꿈(프로 진출과 국가대표 선발)을 이룰 수 있을 것"이라고 했다.
그는 "김성근 감독님과 함께 내게 맞는 스윙 폼을 찾기 위해 노력 중"이라며 "8년 만에 한국 무대에서 뛰게 됐다. 남들보다 뒤처지지 않고 나은 모습을 보여주기 위해 열심히 하겠다"는 포부를 밝혔다.

### 한국 프로야구 시절

#### 한화 이글스시절
2015년에 입단하였다. 2015년 6월 10일 삼성전에서 차우찬을 상대로 역전 만루 홈런을 쳐 냈다.

#### 두산 베어스시절
2017년 4월 17일 당시 두산 베어스 소속이었던 최재훈과 1:1 트레이드를 통해 이적했다. 2023년 8월에 은퇴를 선언했다.

## 야구선수 은퇴 후
2023년부터 두산 베어스의 2군 전력분석원으로 활동한다. 두산에서 프런트 연수를 지원할 예정이라고 한다.

## 출신 학교
- 서울가동초등학교
- 덕수중학교
- 교토국제고등학교

## 등번호
- '68' - (2009년 ~ 2013년 히로시마 도요 카프, 2016년 한화 이글스)
- '50' - (2014년, 고양 원더스)
- '01' - (2015년, 한화 이글스)
- '13' - (2017년, 한화 이글스)
- '12' - (2017년, 두산 베어스)
- '5' - (2018년 ~ 2023년, 두산 베어스)

## 통산 기록
| 연도 | 팀명  | 타율  | 경기 | 타수 | 득점 | 안타 | 2루타 | 3루타 | 홈런 | 루타 | 타점 | 도루 | 도실 | 볼넷 | 사구 | 삼진 | 병살 | 실책 |
| ---- | ----- | ----- | ---- | ---- | ---- | ---- | ----- | ----- | ---- | ---- | ---- | ---- | ---- | ---- | ---- | ---- | ---- | ---- |
| 2015 | 한화  | 0.225 | 64   | 102  | 17   | 23   | 3     | 0     | 4    | 38   | 17   | 0    | 0    | 13   | 0    | 44   | 0    | 2    |
| 2016 | 한화  | 0.278 | 89   | 158  | 30   | 44   | 8     | 0     | 8    | 76   | 24   | 0    | 4    | 15   | 5    | 54   | 3    | 7    |
| 2017 | 두산  | 0.164 | 34   | 67   | 5    | 11   | 2     | 1     | 1    | 18   | 7    | 1    | 0    | 2    | 1    | 21   | 2    | 3    |
| 2018 | 두산  | 0.167 | 16   | 24   | 5    | 4    | 0     | 0     | 1    | 7    | 2    | 0    | 0    | 2    | 0    | 9    | 1    | 1    |
| 2019 | 두산  | 0.195 | 35   | 41   | 9    | 8    | 0     | 0     | 1    | 11   | 6    | 0    | 0    | 10   | 1    | 14   | 0    | 2    |
| 2020 | 두산  | 0.250 | 9    | 4    | 2    | 1    | 1     | 0     | 0    | 2    | 0    | 0    | 0    | 3    | 0    | 3    | 0    | 0    |
| 2021 | 두산  | 0.182 | 11   | 11   | 3    | 2    | 0     | 0     | 0    | 2    | 0    | 0    | 0    | 3    | 1    | 6    | 0    | 0    |
| 2022 | 두산  | 0.087 | 17   | 23   | 3    | 2    | 0     | 0     | 1    | 5    | 2    | 0    | 1    | 2    | 0    | 5    | 2    | 2    |
| 2023 | 두산  | 0.083 | 12   | 12   | 1    | 1    | 0     | 0     | 0    | 1    | 1    | 0    | 1    | 3    | 0    | 4    | 0    | 0    |
| 통산 | 9시즌 | 0.217 | 287  | 442  | 75   | 96   | 14    | 1     | 16   | 160  | 59   | 2    | 5    | 53   | 8    | 160  | 8    | 17   |